# Pinkpop 2004
Pinkpop 2004 vond plaats op 29, 30 en 31 mei 2004. Het was de 35e editie van het Nederlands muziekfestival Pinkpop en de zeventiende in Landgraaf. Er waren ongeveer 36.000 bezoekers. Het aantal verkochte kaarten viel voor het tweede achtereenvolgende jaar tegen, terwijl het concurrerende Rock Werchter uitverkocht was.
De volgende bands traden op bij Pinkpop:

## Zaterdag

### 3FM-tent
ADHD, The Sheer, Vive la Fête

### Noordpodium
37 Stabwoundz, Roy Paci, Hoobastank, HIM

## Zondag

### 3FM-tent
Kaizers Orchestra, T. Raumschmiere, Audio Bullys, Dave Clarke Live, After Forever

### Noordpodium
Seeed, Less Than Jake, The Rasmus, Pixies, Tiësto

## Maandag

### 3FM-tent
Novastar, The Thrills, Goldfrapp, Ojos de Brujo, Starsailor

### Noordpodium
The Datsuns, Franz Ferdinand, Jet, The Roots, Moloko

### Zuidpodium
Lostprophets, Sugababes, The Black Eyed Peas, N*E*R*D, Lenny Kravitz, Muse